# Koh Samui

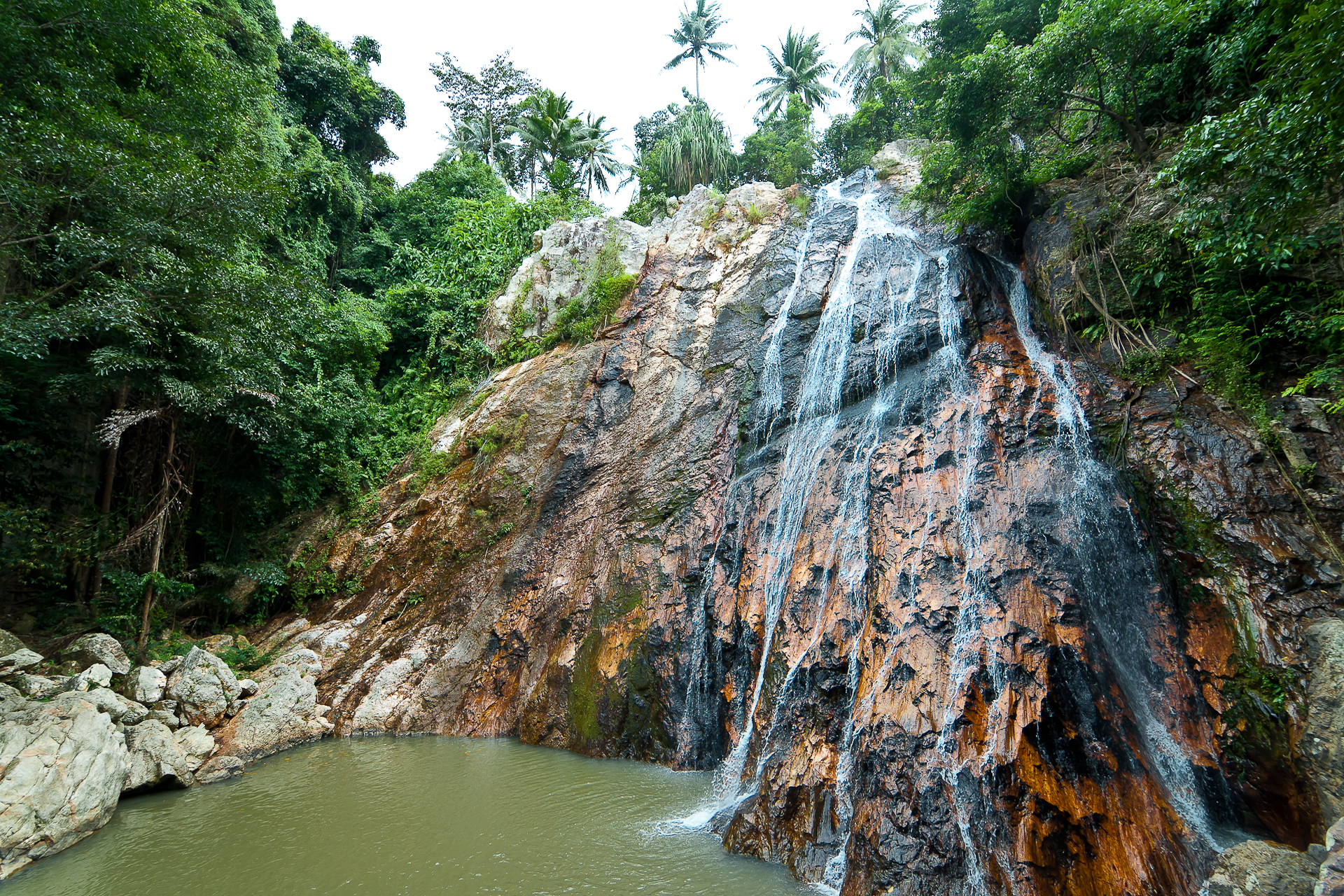
Vattenfallet Namuang.

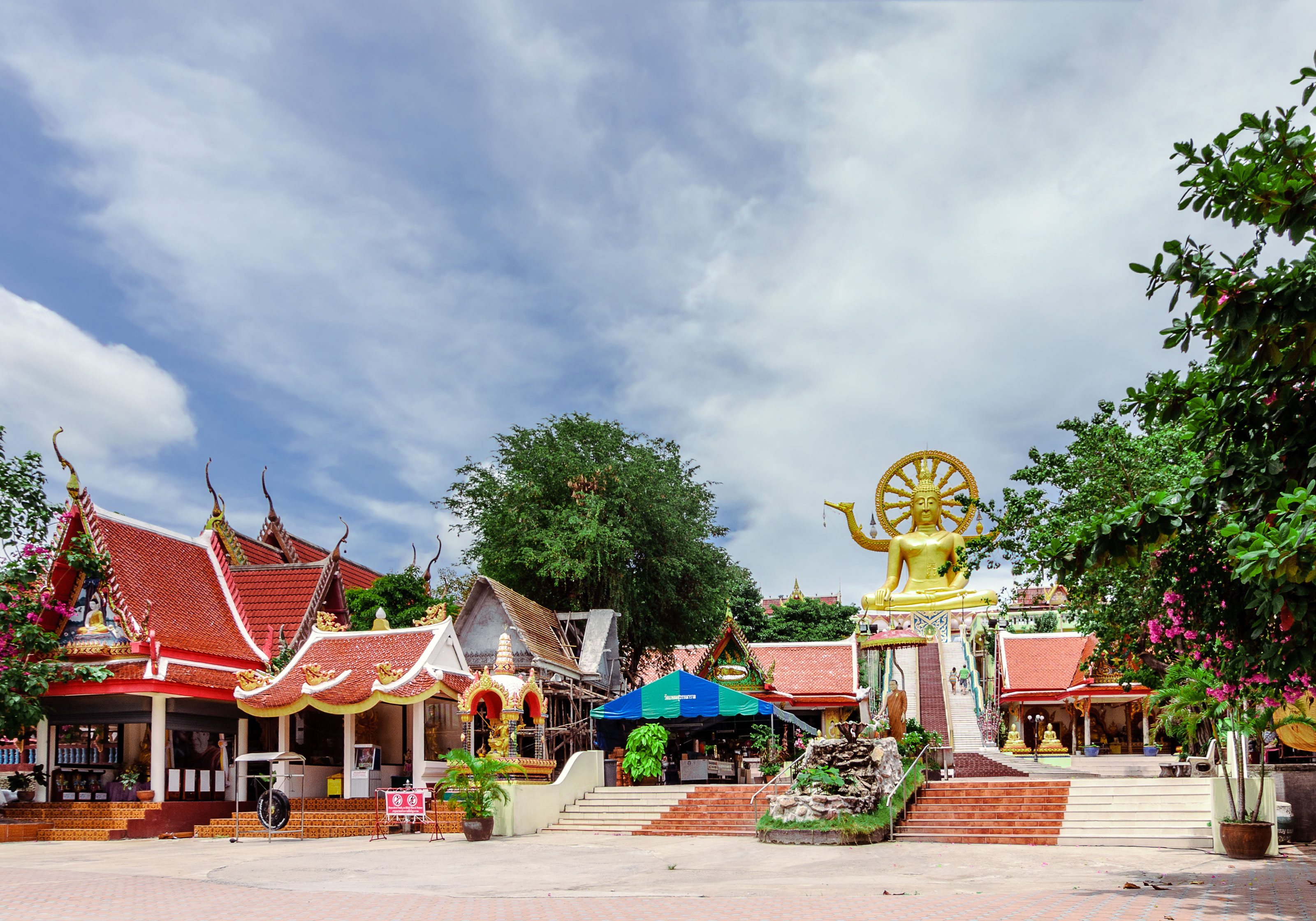
Big Buddha Temple (Wat Phra Yai).

Koh Samui (thai: เกาะสมุย) är en ö belägen på Thailands östkust, nära staden Surat Thani på fastlandet. Med sina 250 km² är den Thailands näst största ö.
Koh Samui har fått smeknamnet kokosnötsön. Den största staden heter Na Thon. På öns inre delar finns fjäll och vattenfall med badbara laguner, men ön är främst känd för sina fina stränder och sitt rika utbud av nöjesaktiviteter.
Ön har omkring 50 000 bofasta invånare. Den är ett av Thailands mest populära resmål, med cirka 2,5 miljoner turister varje år (2019).

## Transporter

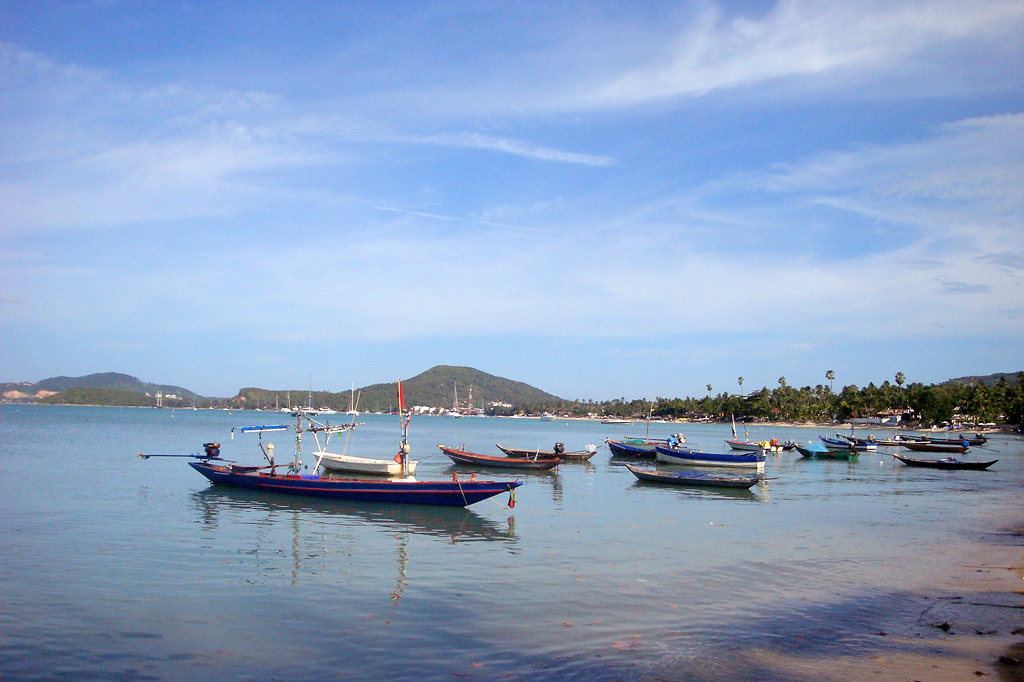
Båtar vid stranden Bo Phut.

Ön betjänas av ett stort antal båtförbindelser. På ön finns även Koh Samui flygplats som drivs av Bangkok Airways. Även Thai Airways International trafikerar flygplatsen.